# Liste der Kulturdenkmale in Schkortleben
Die Liste der Kulturdenkmale in Schkortleben enthält die Kulturdenkmale des Landesamtes für Denkmalpflege und Archäologie in Sachsen-Anhalt in der Weißenfelser Ortschaft Schkortleben mit Ortsteil Kriechau und ist eine Teilliste der Liste der Kulturdenkmale in Weißenfels. Grundlage ist das Denkmalverzeichnis des Landes Sachsen-Anhalt, das auf Basis des Denkmalschutzgesetzes des Landes Sachsen-Anhalt, welches am 21. Oktober 1991 durch das Landesamt erstellt und seither laufend ergänzt wurde (Stand: 31. Dezember 2022).

## Legende
In den Spalten befinden sich folgende Informationen:
- Lage: Nennt den Straßennamen und wenn vorhanden die Hausnummer des Kulturdenkmals. Die Grundsortierung der Liste erfolgt nach dieser Adresse. Der Link „Karte“ führt zu verschiedenen Kartendarstellungen und nennt die geographischen Koordinaten.
Link zu einem Kartenansichtstool, um Koordinaten zu setzen. In der Kartenansicht sind Baudenkmale ohne Koordinaten mit einem roten bzw. orangen Marker dargestellt und können in der Karte gesetzt werden. Baudenkmale ohne Bild sind mit einem blauen bzw. roten Marker gekennzeichnet, Baudenkmale mit Bild mit einem grünen bzw. orangen Marker.
- Offizielle Bezeichnung: Nennt den Namen, die Bezeichnung oder zumindest die Art des Kulturdenkmals und verlinkt, soweit vorhanden, auf den Artikel zum Objekt.
- Beschreibung: Nennt bauliche und geschichtliche Einzelheiten des Kulturdenkmals, vorzugsweise die Denkmaleigenschaften.
- Erfassungsnummer: Für jedes Kulturdenkmal wird in Sachsen-Anhalt eine 20stellige Erfassungsnummer vergeben. Die letzten zwölf Ziffern werden für die Untergliederung nach Teilobjekten genutzt und werden nur angegeben, soweit vergeben. In dieser Spalte kann sich folgendes Icon  befinden, dies führt zu Angaben zu diesem Baudenkmal bei Wikidata.
- Ausweisungsart: Die Einordnung des Denkmales nach § 2 Abs. 2 DenkmSchG LSA
- Bild: Ein Bild des Denkmales, und gegebenenfalls einen Link zu weiteren Fotos des Kulturdenkmals im Medienarchiv Wikimedia Commons. Wenn man auf das Kamerasymbol klickt, können Fotos zu Kulturdenkmalen aus dieser Liste hochgeladen werden:

## Kulturdenkmale

### Schkortleben
| Lage                           | Bezeichnung               | Beschreibung | Erfassungs- nummer | Ausweisungsart | Bild           |
| ------------------------------ | ------------------------- | ------------ | ------------------ | -------------- | -------------- |
| (Karte)                        | Gedenkstätte Schkortleben |              | 094 15339          | Baudenkmal     | BW             |
| Dorfstraße 14                  | Schmiede                  |              | 094 13083          | Baudenkmal     |                |
| Friedhof (Karte)               | Feierhalle                |              | 094 15345          | Baudenkmal     | BW             |
| Jahnstraße 5, 6, 8 (Karte)     | Häusergruppe              |              | 094 15346          | Baudenkmal     | BW             |
| Weißenfelser Straße (Karte)    | Dorfkirche Schkortleben   |              | 094 86694          | Baudenkmal     | Weitere Bilder |
| Weißenfelser Straße 10 (Karte) | Scheune                   |              | 094 15348          | Baudenkmal     | BW             |

### Kriechau
| Lage | Bezeichnung  | Beschreibung | Erfassungs- nummer | Ausweisungsart | Bild           |
| --- | ------------ | ------------ | ------------------ | -------------- | -------------- |
| (Karte) | Kirche       |              | 094 15351          | Baudenkmal     | Weitere Bilder |
| Brunnenstraße 1, 2, 3 (Karte) | Häusergruppe |              | 094 15352          | Denkmalbereich | BW             |
| Friedensstraße 1, 2, 3, 4, 5, 6, 7, 8, 9, 10, 11, 12, 13, 14, 15, 16, 17, 18, 19, 20, 21, 22, 23, 24, 25, 26 27, 28, 29, 30, 31, 32, 33, 34, 35, 36, 36a, 37 (Karte) | Straßenzug   |              | 094 15354          | Denkmalbereich | Straßenzug     |
| Weinbergstraße 8 (Karte) | Bauernhof    |              | 094 66107          | Baudenkmal     | BW             |
| Weinbergstraße 6, 8, 9 (Karte) | Häusergruppe |              | 094 15353          | Denkmalbereich | BW             |

## Ehemalige Kulturdenkmale

### Schkortleben
| Lage                                                 | Bezeichnung             | Beschreibung                                                                                       | Erfassungs- nummer | Ausweisungsart | Bild |
| ---------------------------------------------------- | ----------------------- | -------------------------------------------------------------------------------------------------- | ------------------ | -------------- | ---- |
| Koordinaten fehlen! Hilf mit.                        | Herrenhaus Schkortleben | um 1740 erbaut, während des Zweiten Weltkriegs durch Sprengbombe getroffen, Ruine 1948 abgerissen. |                    |                |      |
| Hinter der Kirche (Karte)                            | Bauernhof               | Bauernhof, nach Abbruch 2019 aus dem Denkmalverzeichnis ausgetragen.                               | 094 15342          | Baudenkmal     | BW   |
| Mühlweg 1, 2, Weißenfelser Straße 1, 2, 4, 6 (Karte) | Häusergruppe            | Häusergruppe, nach Verlust der Denkmaleigenschaft 2019 aus dem Denkmalverzeichnis ausgetragen.     | 094 15350          | Denkmalbereich | BW   |
| Weißenfelser Straße 15 (Karte)                       | Bauernhof               | Bauernhof 2022 nach Überprüfung der Denkmaleigenschaft aus dem Denkmalverzeichnis gestrichen.      | 094 15347          | Baudenkmal     | BW   |
| Weißenfelser Straße 20, 21, 22 (Karte)               | Häusergruppe            | Häusergruppe, nach Verlust der Denkmaleigenschaft 2019 aus dem Denkmalverzeichnis ausgetragen.     | 094 15344          | Denkmalbereich | BW   |